# 3 tháng 12
Ngày 3 tháng 12 là ngày thứ 337 (338 trong năm nhuận) trong lịch Gregory. Còn 28 ngày trong năm.

## Sự kiện
- 1800 – Chiến tranh Liên minh thứ hai: Quân đội Pháp giành được thắng lợi quyết định trước quân Áo trong trận Hohenlinden ở gần München.
- 1818 – Illinois trở thành tiểu bang thứ 21 của Hợp chúng quốc Hoa Kỳ.
- 1825 – Thống đốc New South Wales Ralph Darling tuyên bố tại Hobart rằng Đất Van Diemen, nay là Tasmania, là một thuộc địa riêng biệt của Anh từ New South Wales.
- 1912 – Bulgaria, Hy Lạp, Montenegro, và Serbia (Liên minh Balkan) ký một thỏa thuận đình chiến với Đế quốc Ottoman, kết thúc Chiến tranh Balkan lần thứ nhất kéo dài trong hai tháng.
- 1919 – Sau gần 20 năm lập kế hoạch và xây dựng, cầu Québec bắc qua sông Saint-Laurent được khánh thành, nay là một di tích lịch sử quốc gia của Canada.
- 1959 – Quốc kỳ hiện nay của Singapore được thông qua, sáu tháng sau khi lãnh thổ này giành được quyền tự trị trong Đế quốc Anh.
- 1976 – Ca sĩ người Jamaica Bob Marley trúng đạn trong một nỗ lực ám sát, song ông vẫn tiếp tục tham gia buổi hòa nhạc hai ngày sau.
- 1973 – Tàu vũ trụ Pioneer 10 của Hoa Kỳ gửi về những hình ảnh cận cảnh đầu tiên của sao Mộc.
- 1979 – Ayatollah Ruhollah Khomeini trở thành Lãnh đạo tối cao của Iran sau cuộc cách mạng Hồi giáo.
- 1984 – Thảm họa Bhopal: Một lượng hợp chất hữu cơ Methyl isocyanate bị rò rỉ từ nhà máy thuốc trừ sâu của hãng Union Carbide tại Bhopal, Ấn Độ, ngay tức khắc làm thiệt mạng 3.800 người và khiến 150.000–600.000 người khác bị thương (khoảng 6.000 người sau đó tử vong do tổn hại sức khỏe), đây là một trong những thảm họa công nghiệp tồi tệ nhất trong lịch sử.
- 1989 – Chiến tranh Lạnh: Trong một cuộc hội họp từ ngoài khơi đảo quốc Malta, Tổng thống Hoa Kỳ George H. W. Bush và nhà lãnh đạo Liên Xô Mikhail Gorbachyov đưa ra tuyên bố thể hiện rằng Chiến tranh Lạnh giữa NATO và Liên Xô có thể đi đến hồi kết.

## Sinh
- 1368 – Charles VI, quốc vương Pháp (m. 1422)
- 1826 – George B. McClellan, tướng lĩnh người Mỹ (m. 1885)
- 1880 – Fedor von Bock, nguyên soái người Đức (m. 1945)
- 1880 – Alexander Hall, cầu thủ bóng đá người Canada (m. 1943)
- 1883 – Anton Webern, nhà soạn nhạc người Áo (m. 1945)
- 1884 – Rajendra Prasad, tổng thống Ấn Độ đầu tiên (m. 1963)
- 1886 – Manne Siegbahn, nhà vật lý học người Thụy Điển, đoạt giải thưởng Nobel (m. 1978)
- 1900 – Richard Kuhn, nhà hóa sinh vật học người Áo, đoạt giải thưởng Nobel (m. 1967)
- 1902 – Fuchida Mitsuo, sĩ quan quân đội Nhật Bản (m. 1976)
- 1908 – Ngô Gia Tự, nhà hoạt động chính trị Việt Nam (m. 1935)
- 1925 – Kim Dae Jung, chính trị gia người Hàn Quốc, đoạt giải thưởng Nobel (m. 2009)
- 1933 – Paul J. Crutzen, nhà hóa học người Hà Lan, đoạt giải thưởng Nobel
- 1934 – Viktor Gorbatko, nhà du hành vũ trụ người Liên Xô
- 1948 – Ozzy Osbourne, ca sĩ người Anh
- 1952 – Benny Hinn, nhà truyền giáo và tác gia người Mỹ
- 1960 – Julianne Moore, diễn viên người Mỹ
- 1963 – Katoki Hajime, nhà thiết kế cơ giới người Nhật Bản
- 1968 – Brendan Fraser, diễn viên người Mỹ
- 1973 – Holly Marie Combs, diễn viên người Mỹ
- 1979 – Daniel Bedingfield, ca sĩ người Anh sinh tại New Zealand
- 1979 – Sean Parker, doanh nhân người Mỹ
- 1981 – David Villa, cầu thủ bóng đá người Tây Ban Nha
- 1982 – Michael Essien, cầu thủ bóng đá Ghana
- 1985 – Amanda Seyfried, nữ diễn viên người Mỹ
- 1987 – Michael Angarano, diễn viên người Mỹ

## Mất
- 311 – Diocletianus, hoàng đế La Mã (s. 244)
- 1154 – Giáo hoàng Anastasiô IV (s. 1073)
- 1552 – Francisco Javier, nhà truyền giáo người Tây Ban Nha được phong thánh (s. 1506)
- 1610 – Honda Tadakatsu, tướng lĩnh người Nhật Bản (s. 1548)
- 1888 – Carl Zeiss, nhà sản xuất thiết bị quang học người Đức (s. 1816)
- 1892 – Afanasy Fet, nhà thơ người Nga, tức 21 tháng 11 theo lịch Julius (s. 1820)
- 1894 – Robert Louis Stevenson, nhà văn người Anh Quốc (s. 1850)
- 1919 – Pierre-Auguste Renoir, họa sĩ người Pháp (s. 1841)
- 1949 – Pavel Petrovich Bazhov, nhà văn Liên Xô, dân tộc Nga (s. 1879)
- 1979 – Trương Quốc Đào, nhà hoạt động chính trị người Trung Quốc (s. 1897)
- 1987 – Luis Federico Leloir, nhà hóa học người Argentina (s. 1906)
- 1995 – Hà Huy Giáp, nhà hoạt động cách mạng Việt Nam (s. 1908)

## Những ngày lễ và kỷ niệm
- Ngày Người khuyết tật Quốc tế (International Day of Disabled Persons)